# Dmitri Arkadjewitsch Uschakow
Dmitri Arkadjewitsch Uschakow (russisch Дмитрий Аркадьевич Ушаков; * 15. August 1988 in Jeisk) ist ein russischer Trampolinturner.
Uschakow begann im Alter von sieben Jahren mit den Turnsport und gab 2005 sein internationales Debüt bei der Weltmeisterschaft in Eindhoven. Mit der russischen Mannschaft gewann er dann auch sogleich die Bronzemedaille. Diesen Erfolge wiederholte er mit der Mannschaft 2009 und 2011, gewann 2013 mit ihr dann Silber, ehe 2015 die Mannschaft schließlich mit Uschakow Weltmeister wurde. Im selben Jahr gewann er auch im Einzel und Synchronturnen die Goldmedaille bei den Europaspielen in Baku. 2017 gewann er bei der Weltmeisterschaft drei Medaillen: Silber im Einzel und mit der Mannschaft, sowie Bronze im Synchronturnen. Bei Europameisterschaften gewann er zwischen 2008 und 2014 viermal Gold und je einmal Silber und Bronze. Eine weitere Medaille gewann er 2013 bei den World Games, als er Silber im Synchronturnen errang.
Bei seinen zweiten Olympischen Spielen 2012 in London gewann er hinter Dong Dong die Silbermedaille. 2008 belegte er in Peking den sechsten, sowie 2016 in Rio de Janeiro und 2020 in Tokio den fünften Rang.
Dmitri Uschakow ist verheiratet.